# Новоозёрное (Одесская область)
Новоозёрное (укр. Новоозерне) — село, входит в состав Болградский район, Одесской области Украины.
Население по переписи 2001 года составляло 188 человек. Почтовый индекс — 68660. Телефонный код — 4841. Занимает площадь 4,13 км². Код КОАТУУ — 5122084802.

## Население и национальный состав
По данным переписи населения Украины 2001 года распределение населения по родному языку было следующим (в % от общей численности населения):
По Озернянскому сельскому совету: украинский — 0,79 %; русский — 3,36 %; белорусский — 0,04 %; болгарский — 0,90 %; армянский — 0,02 %; гагаузский — 0,23 %; молдавский — 93,02 %; цыганский — 1,24 %; румынский — 0,16 %.
По селу Озерное: украинский — 0,76 %; русский — 1,30 %; белорусский — 0,04 %; болгарский — 0,54 %; армянский — 0,02 %; гагаузский — 0,20 %; молдавский — 95,49 %; цыганский — 1,28 %; румынский — 0,17 %.
По селу Новоозерное: украинский — 1,60 %; русский — 62,23 %; болгарский — 11,17 %; гагаузский — 1,06 %; молдавский — 22,34 %.

## Местный совет
68660, Одесская обл., Болградский район, с. Криничное